# Аутономни нервни систем
Аутономни нервни систем или вегетативни нервни систем је део периферног нервног система који, као што и сам назив говори, има извесну самосталност, аутономност у контроли рада срца, крвног притиска, дисања, отворености зеница, рада система органа за варење и размножавање.Један део овог система се активира када се уплашите, узбудите, када сте опрезни, што значи у свим критичним ситуацијама. Овај систем делује несвесно најчешће путем висцералних рефлекса. Сензорни (аферентни) сигнали улазе у поменуте центре са периферије, а из центара се шаљу рефлексни одговори (еферентни сигнали) назад у висцералне органе, чиме се регулише њихова активност. Захваљујући овом систему организам је стању да за врло кратко време одговори на разне утицаје из спољашње и унутрашње средине нпр. да за пар секунди удвостручи срчану фреквенцију или крвни притисак. Еферентни (нисходни сигнали) се преносе до органа путем два система са супротним функцијама: симпатичког и парасимпатичког.
Аутономном нервном систему припада још и ентерички нервни систем, који се налази у цреву.

## Симпатички и парасимпатички систем
Симпатички и парасимпатички систем су две компоненте аутономног нервног система са претежно супротним функцијама. Симпатичка стимулација стимулише рад неких органа, док делује инхибиторно на друге. Парасимпатичка стимулација такође може деловати стимулативно и инхибиторно на различите органе. Када симпатички систем неке органе стимулише, тада их парасимпатички систем углавном (али не увек) инхибише и обратно, када симпатикус инхибише, тада парасимпатикус стимулише. Симпатикус се углавном активира када постоји нека опасност, нека нагла промена, он припрема организам ”за борбу или бег”. Парасимпатикус је активнији у стању мировања.
У следећој табели је приказано дејство ових система на поједине органе.
| орган                          | симпатикус                                                                                          | парасимпатикус                                                                                  |
| зеница ока                     | проширује (мидријаза)                                                                               | сужава (миоза)                                                                                  |
| цилијарни мишић                | блага релаксација (гледање на даљину)                                                               | контракција (гледање на близину)                                                                |
| жлезде                         | вазоконстрикција крвних судова, блага секреција                                                     | стимулација лучења секрета                                                                      |
| знојење                        | обилно знојење (холинергична влакна)                                                                | знојење дланова                                                                                 |
| крвни судови                   | вазоконстрикција (сужење) преко α1 рецептора                                                        | слабо дејство или нема ефекта                                                                   |
| срце                           | повишена фреквенција; појачана снага, убрзано спровођење електричних импулса; појачана надражљивост | смањена фреквенца; смањена снага; успорено спровођење електричних импулса; смањена надражљивост |
| срчане (коронарне) артерије    | преко α рецептора сужење, преко β2 рецептора благо проширење                                        | нема                                                                                            |
| плућа и бронхије               | проширење (бронходилатација)                                                                        | сужење (бронхоконстрикција)                                                                     |
| црево                          | смањена перисталтика и тонус, појачан тонус мишића сфинктера                                        | повећана перисталтика и тонус, релаксација сфинктера                                            |
| јетра                          | отпуштање глукозе, разлагање гликогена                                                              | синтеза гликогена                                                                               |
| жучна кеса и канали            | релаксација                                                                                         | констрикција                                                                                    |
| бубрези                        | смањено излучивање мокраће                                                                          | нема                                                                                            |
| мокраћна бешика                | релаксација                                                                                         | констрикција                                                                                    |
| пенис                          | ејакулација                                                                                         | ерекција                                                                                        |
| метаболизам                    | повећан; повећана концентрација глукозе и масти у крви                                              | нема                                                                                            |
| лучење сржи надбубрежне жлезде | повећано                                                                                            | нема                                                                                            |
| ментална активност             | повећана                                                                                            | нема                                                                                            |
| скелетни мишићи                | повећана снага                                                                                      | нема                                                                                            |
| масно ткиво                    | разградња масти (липолиза)                                                                          | нема                                                                                            |

## Симпатички систем
Центар симпатичког система налази се у латералним (бочним) деловима сиве масе кичмене мождине у сегментима Т1-Л2. Ту су смештена тела симпатичких нервних ћелија. Одатле полазе нервна влакна (аксони) која долазе до ганглија паравертебралног симпатичког ланца. Та влакна се зову и преганглијска влакна. Симпатички ланац обухвата низ симпатичких ганглија које се налазе уз кичмени стуб-паравертебрално. Поменути симпатички аксони напуштају кичмену мождину путем предњег корена спиналних (кичмених) живаца. Чим спинални нерв напусти кичмени стуб, преганглијска симпатичка влакна напуштају овај живац и путем белих комуникантних грана (лат. ramus comunicans albus) стижу у поменуте паравертебралне симпатичке ганглије. Даљи пут је различит. Влакна се могу синапсама повезати са ганглионарним симпатичким ћелијама одговарајуће ганглије (дакле у истом сегменту), могу се пружати нагоре и надоле у ланцу и остварити синапсу у некој другој ганглији у ланцу и на крају могу само проћи кроз ганглије, без синапсе, и продужити пут неким од симпатичких нерава, до превертебралних симпатичких ганглија и ту остварити синапсу. Овакве ганглије се не налазе у близини кичменог стуба (као паравертебралне), већ у другим деловима организма. Највећи је целијачни ганглион.
У симпатичким ганглијама (паравертебралним и превертебралинм) се нервни импулси пребацују на постганглијска влакна. Постганглијска влакна путују до својих крајњих одредишта, а то су унутрашњи органи. Нека постганглијска влакна, која инервишу крвне судове, знојне жлезде, и мишиће длаке (пилоеректилне мишиће) се из паравертебралних ганглија враћају путем сивих комуникантних грана (лат. ramus comunicans griseus) назад у спиналне живце и заједно са њима инервишу поменуте структуре.
Симпатичка влакна из сегмента Т1 инервишу главу (поготову делове ока ирис и цилијарни мишић), из сегмента Т2 доспевају у врат. Сегменти Т3-Т6 инервишу симпатички органе грудног коша, Т7-Т11 абдоминалне органе, а сегменти Т12, Л1 и Л2 инервишу доње екстремитете.
Преганглијска симпатичка влакна која инервишу срж надбубрежне жлезде пролазе кроз све ганглије без остваривања синапсе и стижу до ове жлезде. Ту се повезују са модификованим нервним ћелијама која луче хормоне адреналин (око 80%) и норадреналин (око 20%) у циркулацију.
Преганглијска симпатичка влакна ослобађају на својим крајевима неуротрансмитер ацетил холин.
Постганглијска симпатичка влакна ослобађају на својим крајевима претежно неуротрансмитер норадреналин, који је главни неуротрансмитер симпатичког система. Мањи део постганглијских симпатичких влакана секретује на својим завршецима неуротрансмитер ацетил холин. Оваква влакна инервишу знојне жлезде, мишиће длаке и крвне судове коже (не све крвне судове, већ само коже).
Симпатичком систему припада и срж надбубрежне жлезде, која лучи неуротрансмитере адреналин и норадреналин.
Неуротрансмитери се везују за одговарајуће рецепторе на ћелијама, чијом се активацијом постижу промене тј. остварује одређено дејство. Рецептори за које се везују адреналин и норадреналин су α1, α2, ß1 и ß2 рецептори.

## Парасимпатички систем
Центар парасимпатичког нервног система је смештен у мозгу у парасимпатичким једрима III, VII, IX и X кранијалних живаца и кичменој мождини у сегментима S2-S4.
Око 75% свих парасимпатичких нервних влакана налази се у X кранијалном нерву или у вагусу (лат. Nervus vagus-дословно лутајући нерв). Тако да кад се говори парасимпатичком систему мисли на овај нерв (или нерве пошто их има 2). Вагус инервише органе врата, грудног коша (срце, плућа...), затим желудац, једњак, жучну кесу, панкреас, танко црево и дебело црево до леве кривине. Парасимпатичка влакна III кранијалног нерва (живац за покретање очне јабучице (лат. Nervus occulomotorius) инервишу ирис и цилијарно тело ока. Влакна VII (лат. Nervus facialis) и IX (лат. Nervus glosopharingeus) нерва инервишу сузне и пљувачне жлезде.
Влакна из кичмене мождине, из сакралног центра инервишу задњи део дебелог црева, ректум, мокраћну бешику и гениталије.
Као и симпатички нервни систем и овај систем се састоји од пре и постганглијских влакана. Међутим овде се ганглије налазе у зиду циљног органа, тако да су преганглијска влакна дуга, а постганглијска јако кратка, свега неколико милиметара.
На преганглијским парасимпатичким влакнима ослобађа се неуротрансмитер ацетил холин, а на постганглијским такође овај неуротрансмитер (ацетил холин).
Он се везује за ацетилхолинске рецепторе. Постоје никотински и мускарински рецептори за овај неуротрансмитер.

## Ентерички нервни систем
Смештен је у зиду органа за варење. Простире се целом дужином овог система почев од једњака до краја дебелог црева.
Превасходна улога му је у перисталтици ових органа. Ентерички систем изазива спонтане контракције органа за варење у виду таласа којима се храна транспортује, уситњава и ресорбује.